# Nullatore

Simbolo circuitale del nullatore

Nella teoria dei circuiti, un nullatore è un bipolo teorico lineare tempo invariante che ha ai suoi capi una corrente elettrica e una tensione nulle. I nullatori possiedono simultaneamente le proprietà di un corto circuito (tensione nulla) e di un circuito aperto (corrente nulla). Non sono né generatori di tensione né di corrente, sebbene siano entrambi allo stesso tempo.
L'inserimento di un nullatore nello schema di un circuito impone delle condizioni sul comportamento dello stesso, forzandolo a far sì che le relazioni costitutive ai capi del nullatore siano rispettate. Ad esempio, i morsetti di ingresso di un amplificatore operazionale ideale (con retroazione negativa) si comportano come un nullatore, dato che non assorbono corrente e fra di essi non sussiste alcuna differenza di potenziale. Queste condizioni sono usate per analizzare la circuiteria che circonda l'amplificatore operazionale.
Il nullatore è sempre utilizzato in stretta associazione con un noratore. Combinandoli in una rete due porte si forma un nullore; combinandoli in parallelo si ottiene il bipolo corto circuito; combinandoli in serie si ottiene il bipolo circuito aperto.